# أوغنين بيتروفيتش
أوغنين بيتروفيتش (18 أكتوبر 1993 بغراديسكا في البوسنة والهرسك - ) هو لاعب كرة قدم بوسني في مركز الدفاع. شارك مع منتخب البوسنة والهرسك تحت 19 سنة لكرة القدم ومنتخب البوسنة والهرسك تحت 21 سنة لكرة القدم. أما مع النوادي، فقد لعب مع نادي بوراتس بانيا لوكا وكوزارة غراديسكا ‏ وFK Javor Ivanjica ‏.

## وصلات خارجية
- أوغنين بيتروفيتش على موقع الاتحاد الأوربي (الإنجليزية)
- أوغنين بيتروفيتش على موقع قاعدة بيانات كرة القدم.إي يو (الإنجليزية)
- أوغنين بيتروفيتش على موقع Soccerway.com (الإنجليزية)